# Mizuho Bank
Mizuho Bank (яп. 株式会社 み ず ほ 銀行, яп. Мідзухо Банк) — комерційний банк Японії. Правління знаходиться в місті Токіо. За балансовими показниками посідає друге місце серед приватних кредитних установ країни. Заснований в 1897 році. Має 515 відділень, понад 11 тисяч банкоматів. Обслуговує понад 26 млн приватних вкладників і 90 тисяч малих і середніх підприємств. Входить в Mizuho Financial Group.